# Dane Murray
Pour les articles homonymes, voir Murray.
Dane Murray, né le 26 juin 2003 en Écosse, est un footballeur écossais qui évolue au poste de défenseur central au Celtic Glasgow.

## Biographie

### Carrière en club
Dane Murray est formé par le Celtic Glasgow, qui le repère alors qu'il est âgé de six ans. Il signe son premier contrat professionnel en juin 2019. En mars 2021 il signe un nouveau contrat, le liant au club jusqu'en 2024.
Il est intégré à l'équipe première par le nouvel entraîneur, Ange Postecoglou lors des matchs de présaison à l'été 2021.
Il fait ses débuts en professionnel en Ligue des champions face au FC Midtjylland le 20 juillet 2021. Il entre en jeu et les deux équipes se neutralisent (1-1). Il est titulaire lors du match retour le 28 juillet 2021 et prend part à l'intégralité de la rencontre. Son équipe s'incline dans les prolongations (2-1 score final) ce qui entraîne l'élimination du Celtic,.

### En sélection
Dane Murray compte deux sélections avec l'équipe d'Écosse des moins de 17 ans, obtenues en 2019.